# 澳門三育中學
澳門三育中學（葡萄牙語：Escola Secundária Sam Yuk de Macau），是澳門一所私立學校，於1953年9月由基督復臨安息日會所主辦。其辦學宗旨乃「以基督復臨安息日會的全人教育方針，提供文法及職業技術教育， 有教無類，栽培學生，成為對社會有貢獻的公民」。
辦學理念為「透過提供優質的基督化教育，致力協助學生培育基督的品格， 此項全人教育之方針確保學生在靈、智、體三方面得到均衡的發展， 從而使他們在追求人生意義，發揮潛能和造福人群上獲得充分的體驗」。

## 沿革[2]
- 1953年9月於美珊枝街五號辦幼稚園及小學。
- 1961年再辦中學。
- 1967年在港澳風潮影響下，導致人手不足，學校被迫停辦。
- 1986年復辦英文書院，教授英語、電腦等學科。
- 1989年陸怡然博士出任三育書院院長，並負責復辦中學。陸校長於華暉閣2-G設復校辦事處。
- 1993年9月23日。澳門三育中學獲當時澳督韋奇立撥給氹仔近運動場一幅達十八萬平方呎之地，包括八萬呎為建校舍之用，十萬呎為綠色園林美化地帶。
- 1994年4月8日舉辦創校四十周年紀念，由當時施綺蓮司長主禮。
- 1994年9月29日隆重舉行動土禮，由當時黎祖智政務司與施綺蓮司長聯合主持，黎祖智博士主講。
- 1995年3月由教育暨青年司施愛萍副司長主持平頂禮。
- 1996年11月29日收則入夥，同年12月30日正式啟用，1997年2月21日由施綺蓮司長發出批准立案書，同年4月11日由當時的澳門總督韋奇立將軍主持揭幕，政務司黎祖智聯同澳門總督主禮參觀。

## 校訓
澳門三育中學的校訓為「學習行善」。

出自《以賽亞書》1:17「學習行善，尋求公平，解救受欺壓的；給孤兒伸冤，為寡婦辨屈。」

## 設施
設有課室30間，特別室10間，包括圖書館、音樂室、電腦室、科學實驗室、科學園、健身室、圖書角等等。當中旅遊科課程設有旅遊理論、商業行政、會展禮儀等一系列職業訓練；商科課程則設有文書處理、商務溝通、商務英語等一系列培訓科目。其中學校大禮堂能容納一千五百多人。

## 組織
- 校友會
- 家教會

## 姐妹校
澳門三育中學的姐妹校：
- 臺灣
  - 南投縣復臨國際實驗教育機構[3]

## 外部連結
- 澳門三育中學 （页面存档备份，存于）
- 學校資料查詢—澳門三育中學 （页面存档备份，存于）